# Ванновская, Вера Владимировна
Вера Владимировна Ванновская (рожд. Яковенко; 31 октября 1878, Полтавская губерния — 1961, Львов) — российская революционерка.

## Биография
Из дворян Полтавской губернии, дочь психиатра, участника «Чёрного передела» В. И. Яковенко. Родилась 31 октября 1878 года.
В 1897—1898 годах работала в «Московском Союзе борьбы за освобождение рабочего класса». В 1899 году уехала за границу и поступила на медицинский факультет Бернского университета: прослушала 3 семестра, затем перешла в Санкт-Петербургский женский медицинский институт. В Берне состояла в марксистском кружке Л. И. Аксельрод (Ортодокс) и принимала участие в транспорте нелегальной литературы в Россию, изучала типографское дело и изготовление печатей.
Во время ссылки её мужа Александра Ванновского (впоследствии литературоведа и философа) в Сольвычегодске (1900—1903), некоторое время также проживала там, примкнув к организованной им социал-демократической группе «Воля», по поручению которой вместе с Ю. М. Меленевским занялась устройством тайной типографии. С этой целью они несколько раз переходили границу. Машина и шрифт были ими переправлены контрабандным путём из Львова при содействии Галицийской украинской социал-демократической организации. Работала в этой типографии, функционировавшей с февраля по декабрь 1903 года сначала в Рыбинске, затем в Ярославле (в Рыбинске, кроме неё, работали Ю. М. Меленевский и З. Г. Грушецкая, в Ярославле — З. Г. Грушецкая, В. Н. Мещерин, Н. В. Горкин, П. Богданович). Заведовала имевшимся при типографии паспортным бюро. После II съезда РСДРП типография слилась с Северным комитетом партии, причём связь типографии с комитетом поддерживала также Ванновская. В ноябре 1903 года вызывалась Центральным комитетом в Киев, где вела переговоры с В. А. Носковым о переходе типографии, в виду её прекрасного оборудования, в ведение ЦК. Но 8 декабря 1903 года типография была выявлена жандармами, Ванновская была арестована. Просидела в Ярославской губернской тюрьме до 10 марта 1905 года, потом была по болезни отдана на поруки матери под залог в 3000 рублей. 21 октября 1905 года дело было прекращено.
После тюрьмы поселилась у отца в Мещерской больнице (в 60 вёрстах от Москвы), организовала там социал-демократический кружок. Во время Декабрьского восстания помогла скрыться председателю солдатского комитета восставшего Ростовского полка Шаброву. В 1906 году работала в Москве в комитете военной организации, некоторое время была его секретарём, затем организатором центрального района. В 1911 году окончила Женский медицинский институт.
После Революции работала по специальности в Москве. 7 сентября 1937 года арестована, 14 сентября приговорена к 5 годам ссылки. Умерла в декабре 1961 года во Львове.